# Чинуки

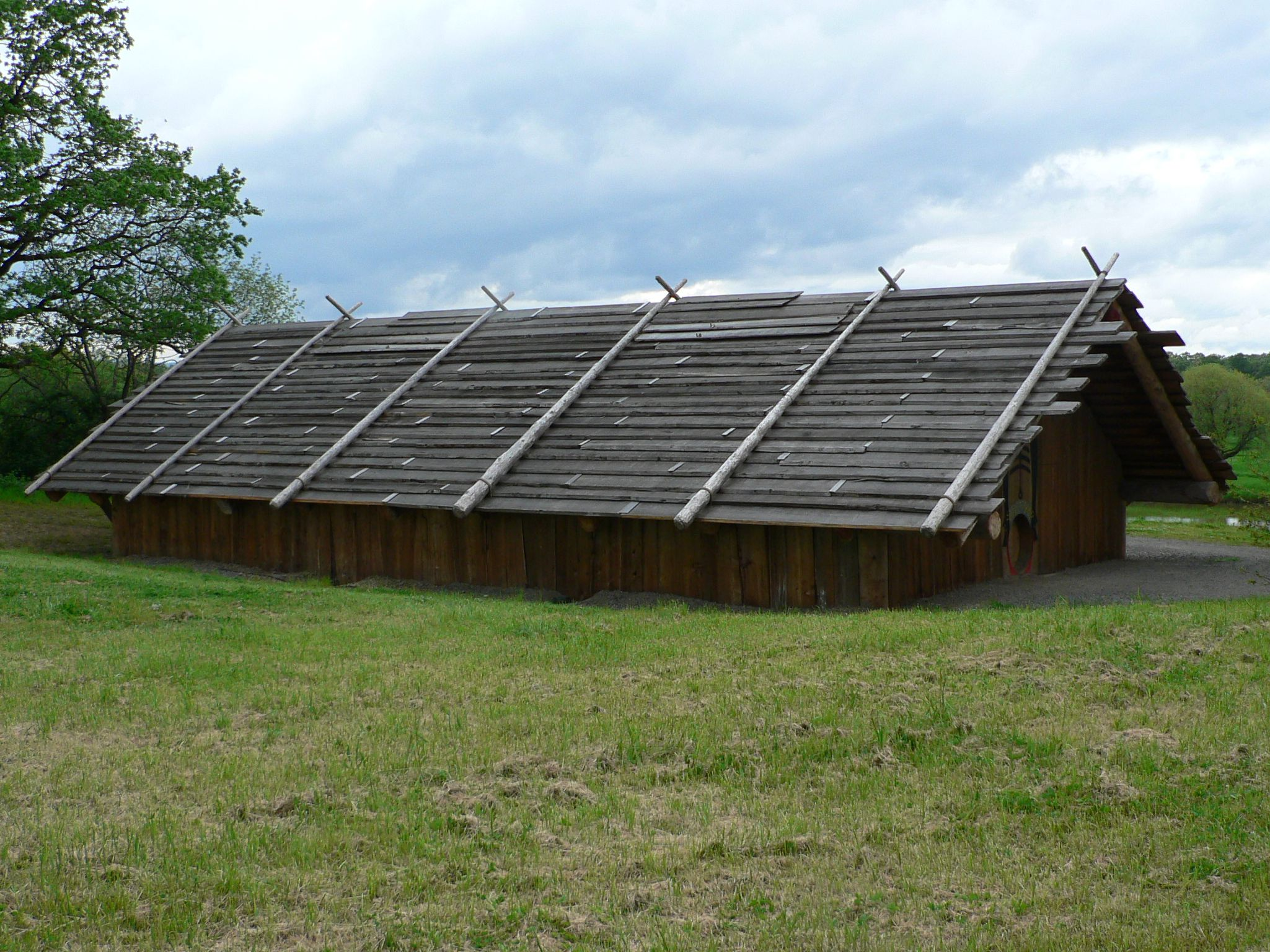
Полномасштабная копия 2005 г. чинукского дома из кедровых балок. :en:Ridgefield National Wildlife Refuge

Чину́к, Чинуки (шинук) — группа индейских народов на северо-западе США.

## Языки и расселение

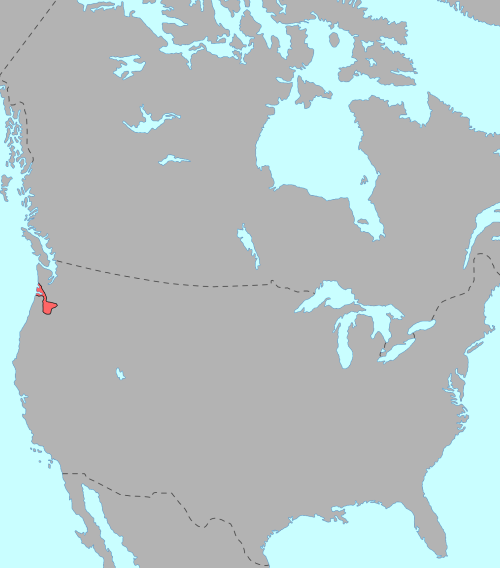
Карта территории чинуков к приходу европейцев.

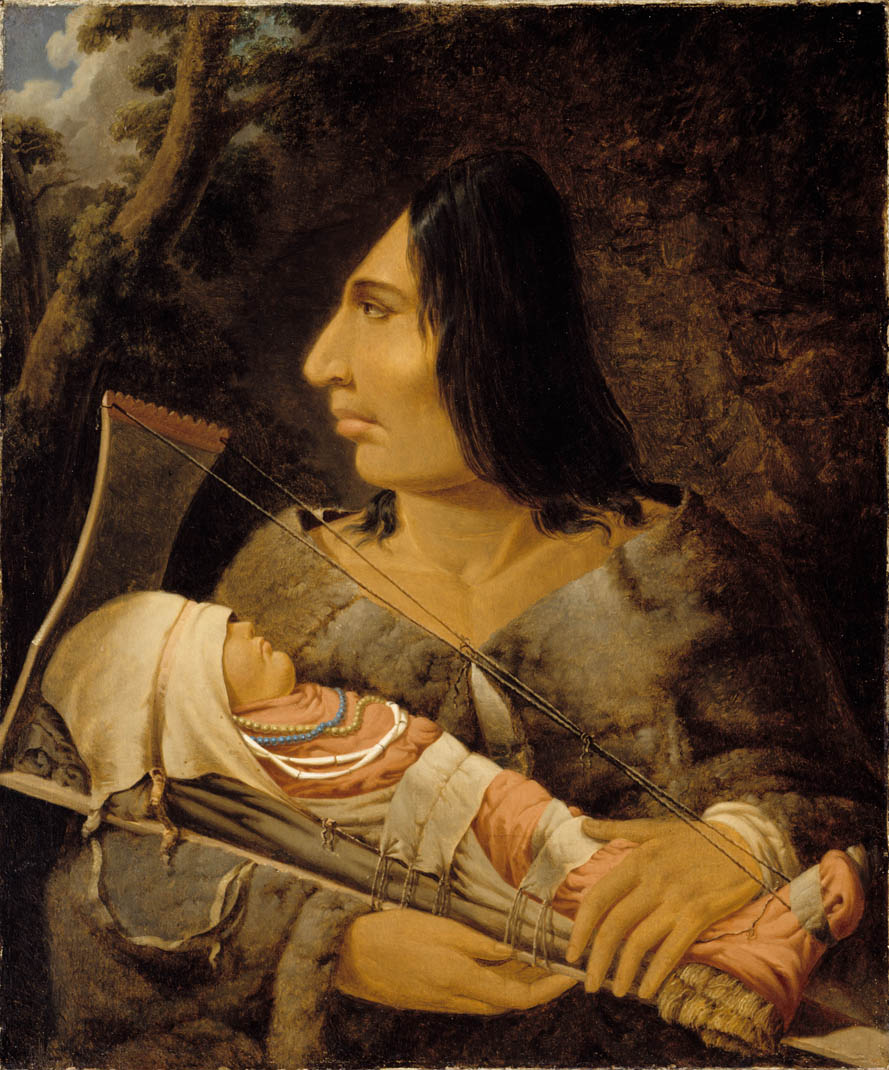
Пол Кейн. Женщина племени чинуков с ребёнком. 1848—1852 гг.

Чинуки жили в низовьях реки Колумбия.
Чинуки говорили на шинукских (чинукских) языках: катламет, нижнешинукском (собственно чинук) и верхнешинукском (малтномах, кикшт и др.). Сейчас они практически полностью утрачены и чинук перешли на английский. Лишь на верхнешинукском диалекте васко-вишрам говорит 4 человека.
Племена: нижние — чинук, клатсоп, верхние — катламет, вакайкам, катлапатл, малтномах, клакамас.
До контакта с европейцами чинуки поддерживали торговые отношения с кламатами.
В XVIII веке большинство чинуков вымерло из-за болезней. Остальные были ассимилированы европейцами или другими индейцами, например, салишами. Сейчас представителей собственно чинуков насчитывается 900 чел. Живут дисперсно.

## Хозяйственная деятельность

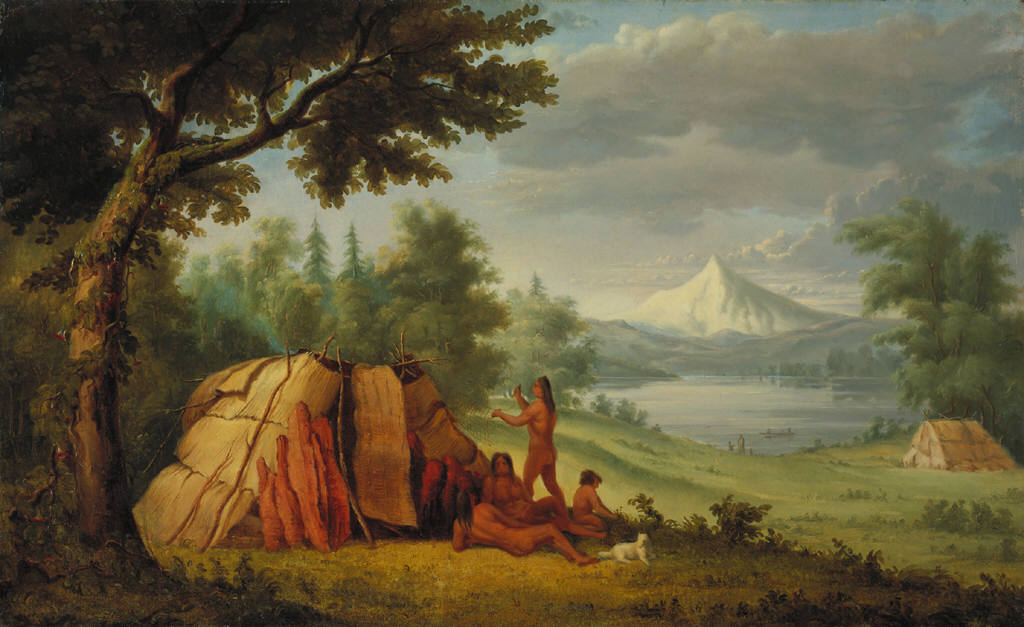
Пол Кейн. Хижина чинуков на фоне горы Маунт-Худ в Орегоне. 1851—1856 гг.

Часть племён относится к индейцам сев.-зап. побережья Северной Америки, часть — к индейцам Плато.
Основные занятия — рыболовство, охота, собирательство (ягоды, подводные клубни валато, луковицы камас, папоротник-орляк, различные коренья, которые готовят в земляной печи). Развиты ремесла: изготовление резной деревянной утвари, плетение корзин, торговля. Эквивалентом являются раковины-денталиум или бисер. Из транспорта самый типичный — долблёное каноэ, чинукского типа, — с высоким носом и форштевнем-волнорезом.
Жилище — прямоугольный дом из кедровых досок (зимнее постоянное). Летом также строятся временные — каркасные, крытые травяными циновками. У вишрам также встречаются полуземлянки.

## Социальная организация
Поселение возглавляет наследный вождь. Общество состоит из большесемейных домохозяйств. Существует институт потлача. Сословия: знать (илканахимет), простые общинники и рабы.
Брак — вирилокальный. Супруги могут владеть имуществом раздельно.

## Культ
Чинуки почитают духов предков, развит шаманизм. У нижних чинуков существуют тайные ритуальные общества. Некоторые племена практиковали в XVIII—XIX вв. искусственную деформацию черепа.